# Résolution 303 du Conseil de sécurité des Nations unies
Membres permanents
- Chine
- États-Unis
- France
- Royaume-Uni
- URSS

Membres non permanents
- Argentine
- Burundi
- Belgique
- Italie
- Japon
- Nicaragua
- Pologne
- Sierra Leone
- Somalie
- Syrie

Résolution no 302 Résolution no 304
La résolution 303 du Conseil de sécurité des Nations unies est adoptée à 11 voix contre zéro lors de la 1 601e séance du Conseil de sécurité des Nations unies le 6 décembre 1971, après qu'un manque d'unanimité lors des 1 606e et 1 607e réunions du Conseil l'ait empêché d'exercer sa responsabilité première, le Conseil a décidé de renvoyer la question à l'Assemblée générale.
Les réunions du Conseil ont été convoquées à la suite de la détérioration des relations entre l'Inde et le Pakistan à la suite d'une série d'incidents, notamment au Jammu-et-Cachemire, et des troubles supplémentaires au Pakistan oriental. En outre, le groupe d'observateurs militaires des Nations unies dans l'Inde et le Pakistan a signalé des violations de l'accord de Karachi de 1949 de la part des deux parties.
La résolution a été adoptée par 11 voix contre zéro, tandis que la France, la république populaire de Pologne, l'Union soviétique et le Royaume-Uni se sont abstenus.

### Sources
- (en) Cet article est partiellement ou en totalité issu de l’article de Wikipédia en anglais intitulé « United Nations Security Council Resolution 303 » (voir la liste des auteurs).

### Texte
- Résolution 303 Sur fr.wikisource.org
- Résolution 303 Sur en.wikisource.org